# Euphorbia torrei
Euphorbia torrei là một loài thực vật có hoa trong họ Đại kích. Loài này được (L.C.Leach) Bruyns mô tả khoa học đầu tiên năm 2006.

## Hình ảnh

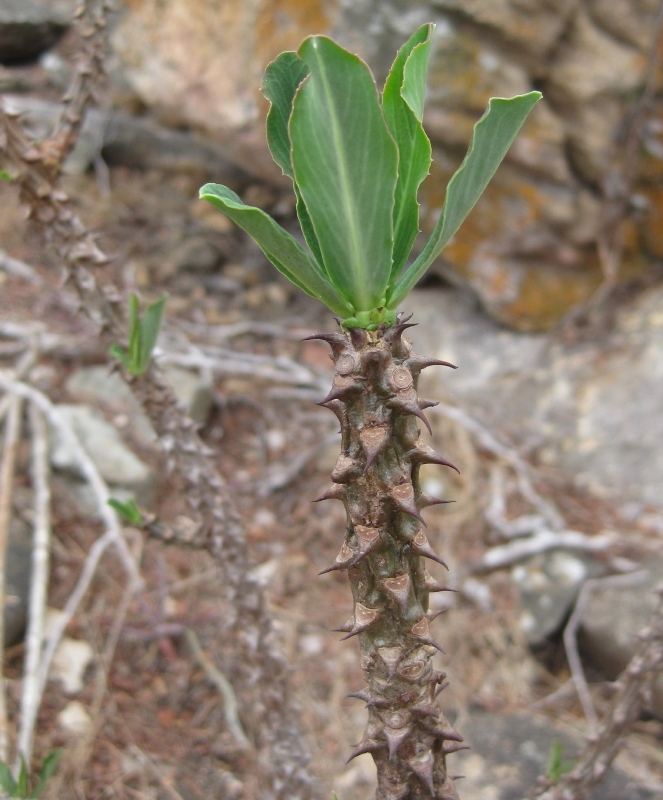
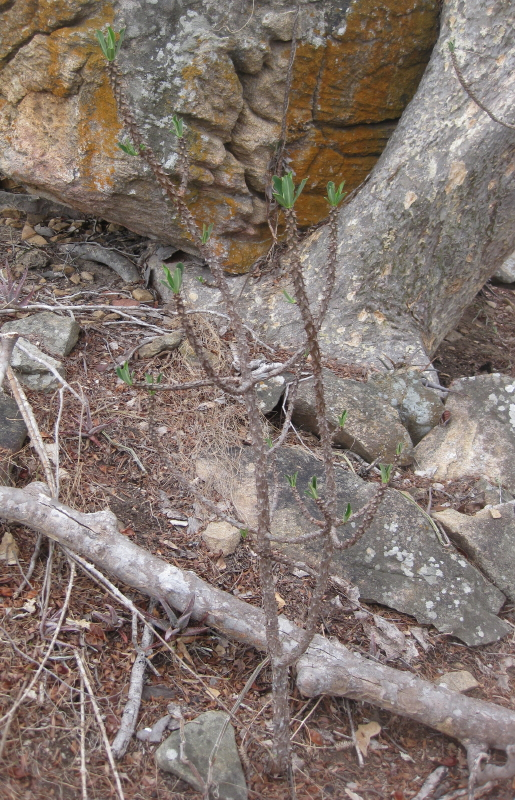